# I de sobte, la foscor
I de sobte, la foscor (títol original en anglès: And Soon the Darkness) és una pel·lícula britànica dirigida per Robert Fuest, estrenada el 1970.Ha estat doblada al català.

## Argument
Cathy i Jane, dues infermeres britàniques de vacances a França, decideixen fer un passeig en bici pel camp. Un dia, en un cafè, una d'elles coneix d'un home. Poc després les dues amigues discuteixen i se separen. Quan Jane torna al poble per trobar Cathy, aquesta ha desaparegut...
Jane intentarà trobar-la, i més quan sap hi hauria hagut desaparicions similars abans. Però no parla francès.

## Repartiment
- Pamela Franklin: Jane
- Odette Annable: Ellie
- Michele Dotrice: Cathy
- Sandor Elès: Paul
- Jean Carmet: M. Renier
- Claude Bertrand: Lassal
- John Nettleton: el gendarme
- Clare Kelly: la institutriu
- Hana-Maria Pravda: Sra. Lassal
- John Franklyn: el vell

## Al voltant de la pel·lícula
- Es troba en aquesta producció una part de l'equip de la sisena temporada de Els venjadors, és a dir Robert Fuest per a la realització, Brian Clemens i Terry Nation per al guió i Laurie Johnson per a la música.
- Un remake, dirigida per Marcos Efron, però l'acció de la qual es desenvolupa a l'Argentina, va ser rodada i estrenada el febrer del 2010.